# Symplecta hygropetrica
Symplecta hygropetrica är en tvåvingeart som först beskrevs av Alexander 1943.  Symplecta hygropetrica ingår i släktet Symplecta och familjen småharkrankar. Inga underarter finns listade i Catalogue of Life.